# René Cassagne (1898-1967)
Pour les articles homonymes, voir René Cassagne (homonymie) et Cassagne.
René Cassagne (né le 16 juillet 1898 à Nay et décédé le 27 décembre 1967 à Biarritz). Homme politique (sénateur et député sous la IVe République), combattant de la Première Guerre mondiale, passionné de rugby et franc-maçon.

## Biographie
Il est patron d'une filature, à Pau lorsque la Seconde Guerre mondiale éclate.
Il entre très tôt dans la Résistance en fondant le mouvement Libération Sud qui deviendra Combat en 1941. Chef de la section renseignements de l'Armée Secrète, il est une des principales figures de la Résistance dans le département des Basses-Pyrénées. René Cassagne, Juillet dans la Résistance, est arrêté par la Gestapo puis emprisonné à Fresnes et à Paris. Libéré, grâce à un cadre administratif allemand opposé à Hitler, il reprend immédiatement l'action clandestine et devint membre du Comité départemental de Libération en 1944.
Maire-adjoint de Pau en 1945, il est vice-président de la chambre de commerce et d'industrie de Pau en 1947 (puis président en 1962), élu sénateur en 1948 et député (Républicain radical, Radical-socialiste) de 1951 à 1955 puis de 1956 à 1958.
Il est à l'origine de la création de l'aéroport de Pau-Uzein  et de la foire-exposition de Pau qu'il présida jusqu'à son décès .
Du fait de ses engagements, il fut, tout au long de sa vie, un actif homme de presse. Il participa, durant la Résistance, à la création des journaux clandestins La Voix du Maquis et 44 qui deviendra, à la Libération, le quotidien La IV ème République des Pyrénées, puis, en 1958 La République des Pyrénées, premier quotidien de Béarn et Soule.
René Cassagne René est chevalier de la Légion d'honneur, croix de guerre 1914-1918, croix de Combattant volontaire 1914-1918, médaille de la Résistance.